# Cattleya warscewiczii
Каттлея Варшевича, или Каттлея гигантская (лат. Cattleya warscewiczii) — многолетнее травянистое растение семейства Орхидные.
Как декоративно-цветущее растения используются в комнатном и оранжерейном цветоводстве с 1830 года.

## Синонимы
По данным Королевских ботанических садов в Кью:
- Epidendrum labiatum var. warscewiczii (Rchb.f.) Rchb.f., 1862
- Cattleya gigas Linden, 1873
- Cattleya sanderiana H.Low, 1882
- Cattleya imperialis O'Brien, 1883
- Cattleya gloriosa Carrière, 1885
- Cattleya lindenii auct., 1890
- Cattleya warscewiczii var. franconvillensis O'Brien, 1893
- Cattleya warscewiczii var. lageriana R.M.Grey, 1894
- Cattleya warscewiczii var. rochellensis Rolfe, 1898
- Cattleyopsis guanensis Acuña, 1939
- Cattleya warscewiczii f. franconvillensis (O'Brien) M.Wolff & O.Gruss, 2007
- Cattleya warscewiczii f. rochellensis (Rolfe) M.Wolff & O.Gruss, 2007

## Этимологияи история описания
Видовое название warscewiczii образовано от фамилии польского ботаника и сборщика орхидей Джозефа Варшевича в честь которого названо растение.
Вид не имеет устоявшегося русского названия, в русскоязычных источниках чаще используется научное название Cattleya warscewiczii или его синоним Cattleya gigas.
Найдена Джозефом Варшевичем в 1848 году, в окрестностях Медельина (Колумбия).

## Ареал, экологические особенности
Кордильеры, север Колумбии.

Эпифит в лесах на высотах от 500 до 1500 метров над уровнем моря. Населяет ярко освещённые участки крон деревьев растущих недалеко от водоёмов.
Среднемесячное количество осадков в местах естественного произрастания (MedellMn, Колумбия, 1498 м.н.у.м.):

С декабря по март — 64-89 мм.

С апреля по ноябрь — 132—196 мм.
Cattleya warscewiczii входит в Приложение II Конвенции CITES.
Цель Конвенции состоит в том, чтобы гарантировать, что международная торговля дикими животными и растениями не создаёт угрозы их выживанию. Приложение включает все виды, которые в данное время хотя и не обязательно находятся под угрозой исчезновения, но могут оказаться под такой угрозой, если торговля образцами таких видов не будет строго регулироваться в целях недопущения такого использования, которое несовместимо с их выживанием; а также другие виды, которые должны подлежать регулированию для того, чтобы над торговлей образцами некоторых видов из первого списка мог быть установлен эффективный контроль.

## Биологическое описание

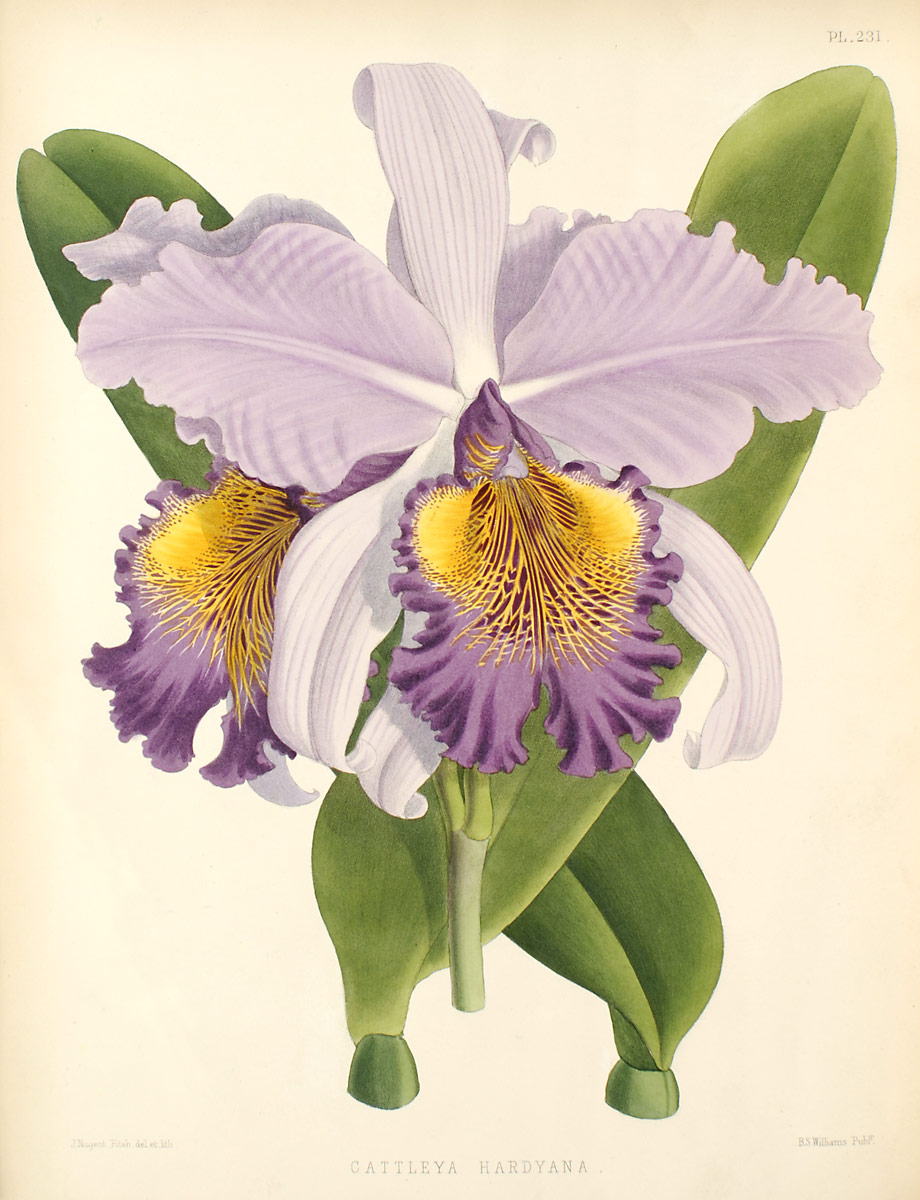
Самый известный первичный естественный гибрид Cattleya × hardyana (Cattleya warscewiczii × Cattleya dowiana var. aurea)
Ботаническая иллюстрация из The Orchid Album. 1886 г.

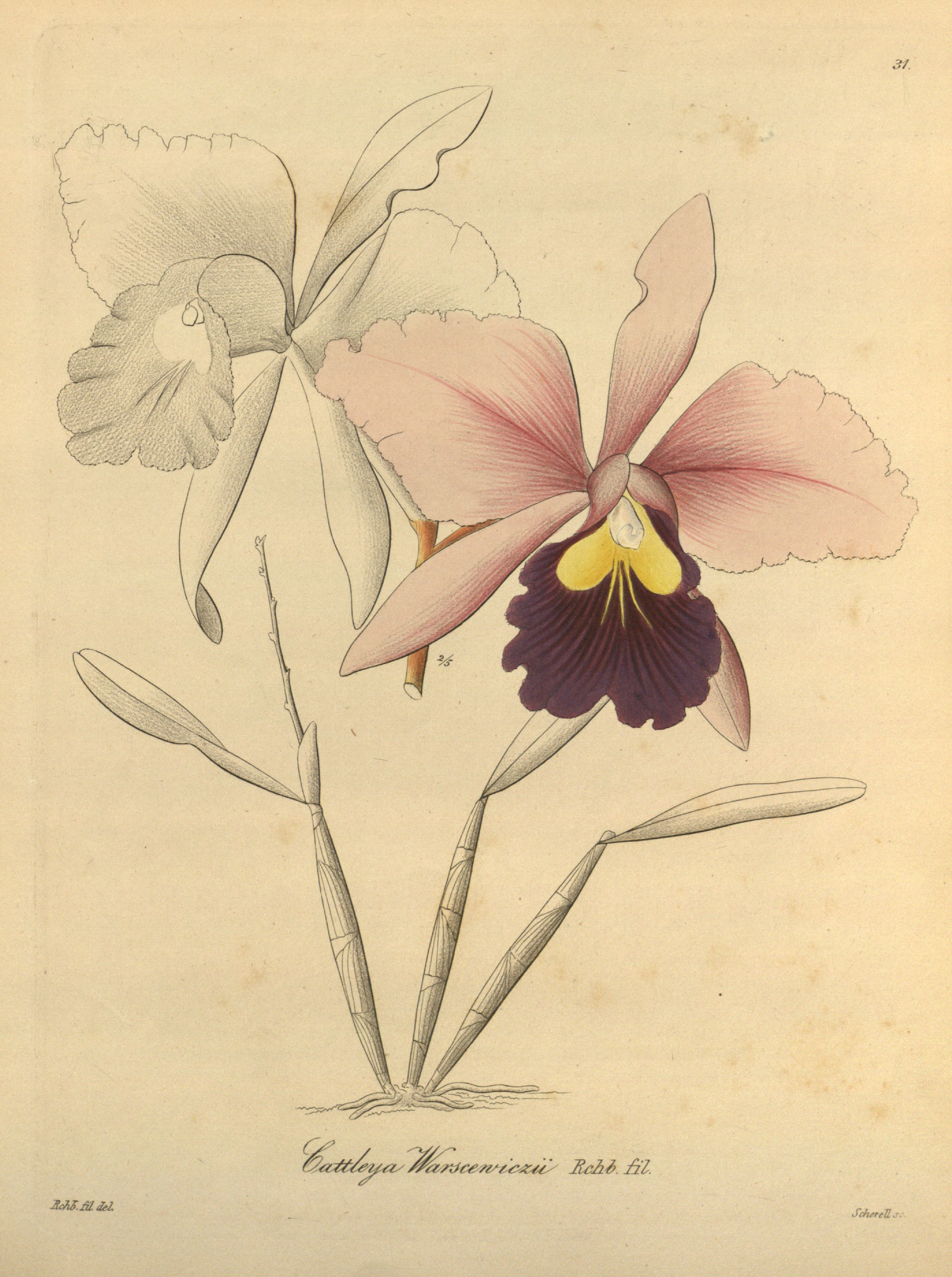
Cattleya warscewiczii
Ботаническая иллюстрация из «Xenia orchidacea» vol. 1 tab. 31. 1858 г.

Симподиальные растения средних-крупных размеров.

Псевдобульбы однолистные, 10-30 см длиной, толстые, блестящие, веретеновидные, располагаются плотной группой.

Листья толстые, кожистые, продолговатые и закругленные на верхушке, до 20 см длиной.

Соцветие кистевидное, 45-50 см длиной, 3-12 (по другим источникам 4-7) цветковое. Образуется на верхушке псевдобульбы, первоначально внутри относительно мелкого зелёного чехла.

Цветки ароматные, от 17,5 до 27,5 см в диаметре. Сепалии и петалии розового или нежно-розового цвета. Губа обычно карминовая с жёлтой горловиной. Часто встречаются растения у которых средняя доля губы с волнистым краем.
Были найдены полиплоидные клоны этой каттлеи. Вид широко используется для увеличения размеров цветка у каттлейных
гибридов.
В основном в культуре представлены два основных типа C. warscewiczii. Один из них цветёт в США с конца июня до начала июля, и имеет псевдобульбы высотой около 30 см К этой группе принадлежат Cattleya warscewiczii 'Firmin Lambeau', 'F.M.B'., и «Imperialis» с цветками лавандового цвета.
Другой тип цветёт с конца июля до начала августа. Отличается более высокими псевдобульбами и более крупными цветками с большой, более темной губой. К этой группе относятся все формы под названием «Sanderiana».

Более редкий, возможно утраченный, третий тип C. warscewiczii был распространён в коллекциях в начале XX века. Его характеризуют высокие псевдобульбы с огромным количеством (до 12) цветков в соцветии. Цветки довольно тёмные, в два раза меньше, по сравнению с другими двумя типами.
Два больших жёлтых пятна на губе присутствуют лишь у небольшого количества распространённых клонов, у большинства растений они маленькие. Существуют формы с однотонной тёмно-фиолетовой губой без пятен ('Rothschild’s', AM/RHS (1895) и 'Saturata', FCC/RHS (1906)).

## Некоторые распространённые в культуреформыиклоны
- C. warscewiczii Sanderiana — коммерческое название крупных позднецветущих клонов
- C. warscewiczii ‘Firmin Lambeau’, FCC/RHS (1912) — альба-форма. Найдена John Lager, соучредителем фирмы «Lager and Hurrell». Была продана в 1910 за 5000$[4].
- C. warscewiczii Semialba ‘Frau Melanie Beyrodt’ (Mrs. Melanie Beyrodt), FCC/RHS (1904). Это растение обычно упоминается сокращением «F.M.B».
- C. warscewiczii 'Lows', FCC/RHS (1910). Является прародителем большинства самых тёмных гибридов Cattleya, включая Blc. Norman’s Bay, Blc. Memoria Crispin Rosales и Blc. Oconee.
- C. warscewiczii 'Rosslyn', AM/RHS (1904). Отличается розовым оттенком.

## Использование
Использовалась при создании грекса ×Cattlianthe Doris and Byron.

## В культуре
Сложный в культуре вид. 

Температурная группа — умеренная\тёплая. 
Весь год растения можно содержать при температурах до 25-32 °C днём и около 13-19 °C ночью.
Посадка в горшок или корзинку для эпифитов с субстратом из сосновой коры средней или крупной фракции.
Субстрат после полива должен полностью просыхать. Для полива лучше использовать воду прошедшую очистку методом обратного осмоса.
Относительная влажность воздуха 50-80 %.
Освещение: прямой солнечный свет при наличии хорошей вентиляции препятствующей перегреванию листьев.
Подкормки только в период активной вегетации комплексным удобрением для орхидей в минимальной концентрации 1-3 раза в месяц.
C. warscewiczii нуждается в длинном периоде покоя после цветения. В это время растение практически не поливают и содержат при более низких температурах. Период покоя следует прекращать в конце января — начале февраля. Растения практически не поливают, пока новый побег не достигнет высоты 10 см Слишком ранний и обильный полив, задерживает, а не стимулирует образование цветочных почек.
По мере роста побега постепенно увеличивают полив. К моменту появления нового листа старые псевдобульбы должны быть сморщенными.
Рост нового побега начинается ещё зимой, а рост молодых корней на нём, только после цветения. Растения часто дают и второй, летний побег, но цветы на нём не образуются. Возможно, сухой период инициирует рост нового побега, а пониженные температуры — цветение. Изучение C. warscewiczii в культуре показало, что цветочные почки закладывались поздней зимой, когда длина светового дня увеличивается, а ночные температуры падают до 13 °C. Цветочные почки не формировались у растений, выращенных при 16-часовом дне или при стабильно тёплых условиях ночи (более 18 °C).
Пересадка осуществляется сразу после цветения.